# Fauch
Fauch es una comuna francesa situada en el departamento de Tarn, en la región de Occitania.

## Demografía
| 306 | 303 | 272 | 286 | 343 | 392 | 587 |
| Para los censos de 1962 a 1999 la población legal corresponde a la población sin duplicidades (Fuente: INSEE [Consultar]) |     |     |     |     |     |     |